# Szwajcarska Formuła 3 Sezon 2019
Szwajcarska Formuła 3 Sezon 2019 – trzydziesty ósmy sezon Szwajcarskiej Formuły 3.

## Kalendarz wyścigów
| Runda | Data            | Tor         | Pole position     | Najszybsze okrążenie | Zwycięzca (kierowcy) | Zwycięzca (zespoły) |
| ----- | --------------- | ----------- | ----------------- | -------------------- | -------------------- | ------------------- |
| 1     | 6 kwietnia      | Monza       | Antoine Bottiroli | ?                    | Sandro Zeller        | Jo Zeller Racing    |
| 2     | 7 kwietnia      | Monza       | Antoine Bottiroli | ?                    | Sandro Zeller        | Jo Zeller Racing    |
| 3     | 18 maja         | Spielberg   | Sandro Zeller     | ?                    | Sandro Zeller        | Jo Zeller Racing    |
| 4     | 19 maja         | Spielberg   | Antoine Bottiroli | ?                    | Sandro Zeller        | Jo Zeller Racing    |
| 5     | 22 czerwca      | Imola       | Sandro Zeller     | Sandro Zeller        | Sandro Zeller        | Jo Zeller Racing    |
| 6     | 23 czerwca      | Imola       | Sandro Zeller     | Sandro Zeller        | Sandro Zeller        | Jo Zeller Racing    |
| 7     | 29 czerwca      | Most        | Sandro Zeller     | Sandro Zeller        | Sandro Zeller        | Jo Zeller Racing    |
| 8     | 30 czerwca      | Most        | Sandro Zeller     | Sandro Zeller        | Sandro Zeller        | Jo Zeller Racing    |
| 9     | 20 lipca        | Mugello     | Sandro Zeller     | Sandro Zeller        | Sandro Zeller        | Jo Zeller Racing    |
| 10    | 21 lipca        | Mugello     | Sandro Zeller     | Sandro Zeller        | Antoine Bottiroli    | Twister Italia      |
| 11    | 7 września      | Brno        | Sandro Zeller     | Kurt Böhlen          | Kurt Böhlen          | Franz Wöss Racing   |
| 12    | 8 września      | Brno        | Kurt Böhlen       | Sandro Zeller        | Sandro Zeller        | Jo Zeller Racing    |
| 13    | 11 października | Hungaroring | Sandro Zeller     | Sandro Zeller        | Sandro Zeller        | Jo Zeller Racing    |
| 14    | 12 października | Hungaroring | Antoine Bottiroli | Sandro Zeller        | Sandro Zeller        | Jo Zeller Racing    |

## Klasyfikacja kierowców
| Legenda oznaczeń w tabelach wyników Wyświetl szablon na nowej stronie | Legenda oznaczeń w tabelach wyników Wyświetl szablon na nowej stronie                                                                     |
| Oznaczenie                                                            | Wyjaśnienie |
| --------------------------------------------------------------------- | --- |
| Złoty                                                                 | Zwycięzca lub mistrzostwo |
| Srebrny                                                               | 2. miejsce lub wicemistrzostwo |
| Brązowy                                                               | 3. miejsce lub II wicemistrzostwo |
| Zielony                                                               | Ukończył, punktował (w klasyfikacji generalnej, gdy zdobył co najmniej jeden punkt na przestrzeni sezonu, poza trzema powyższymi opcjami) |
| Niebieski                                                             | Ukończył, nie punktował (w klasyfikacji generalnej, gdy nie zdobył co najmniej jednego punktu na przestrzeni sezonu)                      |
| Czerwony                                                              | Nie zakwalifikował się (NZ) |
| Czerwony                                                              | Nie prekwalifikował się (NPK) |
| Różowy                                                                | Nie ukończył (NU) |
| Różowy                                                                | Niesklasyfikowany (NS) (w klasyfikacji generalnej, gdy nie został sklasyfikowany w żadnym wyścigu sezonu)                                 |
| Czarny                                                                | Zdyskwalifikowany (DK) |
| Czarny                                                                | Wykluczony (WYK/EX) |
| Biały                                                                 | Nie wystartował (NW) |
| Biały                                                                 | Kontuzjowany (K/INJ) |
| Biały                                                                 | Wyścig odwołany (OD/C) |
| Bez koloru                                                            | Został wycofany (WYC/WD) |
| Bez koloru                                                            | Nie przybył (NP/DNA) |
| Bez koloru                                                            | Nie brał udziału w treningach (NT/DNP) |
| Bez koloru                                                            | Nie został zgłoszony (–) |
| Pogrubienie                                                           | Start z pole position |
| Kursywa                                                               | Najszybsze okrążenie wyścigu |
| †                                                                     | Nie ukończył, ale jego rezultat został zaliczony ze względu na przejechanie więcej niż 90% dystansu wyścigu.                              |
| *                                                                     | Sezon w trakcie |
| 1/2/3                                                                 | Punktowana pozycja w sprincie kwalifikacyjnym                                                                                             |
| Lista systemów punktacji Formuły 1                                    | |

| Poz. | Kierowca            | Zespół            | MON | MON | RBR | RBR | IMO | IMO | MOS | MOS | MUG | MUG | BRN | BRN | HUN | HUN | Punkty |
| ---- | ------------------- | ----------------- | --- | --- | --- | --- | --- | --- | --- | --- | --- | --- | --- | --- | --- | --- | ------ |
| 1    | Sandro Zeller       | Jo Zeller Racing  | 1   | 1   | 1   | 1   | 1   | 1   | 1   | 1   | 1   | 6   | 2   | 1   | 1   | 1   | 326    |
| 2    | Antoine Bottiroli   | Twister Italia    | 2   | 2   | 2   | NU  | 2   | 2   | 2   | 2   | 3   | 1   | 3   | 3   | 2   | 2   | 232    |
| 3    | Marcel Tobler       | Jo Zeller Racing  | -   | -   | 3   | 2   | 4   | 3   | 4   | 3   | 4   | 3   | 4   | 2   | 3   | 3   | 174    |
| 4    | Kurt Böhlen         | Franz Wöss Racing | 3   | 3   | 4   | 3   | 3   | 4   | -   | -   | 2   | 2   | 1   | 4   | -   | -   | 157    |
| 5    | Florian Münger      | Jo Zeller Racing  | 4   | 4   | 6   | 5   | 5   | 5   | 5   | 4   | 7   | 5   | 6   | 6   | 4   | 4   | 140    |
| 6    | Urs Rüttimann       | Jo Zeller Racing  | -   | -   | 5   | 4   | -   | -   | -   | -   | 5   | 4   | 5   | 5   | -   | -   | 64     |
| 7    | Thomas Aregger      | Franz Wöss Racing | -   | -   | -   | -   | -   | -   | 3   | -   | -   | -   | -   | -   | -   | -   | 15     |
| 8    | Antonino Pellegrino | Scuderia Antonino | NW  | NW  | -   | -   | -   | -   | -   | -   | 6   | NW  | -   | -   | -   | -   | 8      |